# Hardball
Hardball (br: Jogo Duro) é uma série de televisão infantil australiana exibida na ABC Me. A série é produzida pela Northern Pictures com a Screen Australia em associação com a Create NSW e a Australian Children's Television Foundation (ACTF). Foi lançado em 22 de abril de 2019. A segunda temporada foi exibida em 25 de junho de 2021.

## Sinopse
Mikey muda-se para Western Sydney, onde conhece Jerry e Salwa, que querem ajudá-lo a vencer no handebol.  A diretora eleita da escola é a Sra. Crapper e os pais de Tiffany são Steele e Stone.

## Elenco

### Principal
- Semisi Cheekam como Mikey
- Reannah Hamdan como Salwa
- Holly Simon como Prisha
- Logan Reberger como Jerry
- Erin Choy como Tiffany
- Helen Dallimore como Sra. Crapper
- Daya Sao-Mafiti como Daddy
- Maria Walker como Auntie
- Sam Everingham como Viktor
- Ella Holowell como Ivanka
- Jack Scott como Kevin
- Nicholas Cradock como Lance
- Tilly Jefferson como Lily
- Taylan Gogan como Bao
- Mahdi Mourad como Mustafa

### Convidados
- Guy Edmonds como Stone
- Matt Zeremes como Steele
- Wendy Strehlow como senhora da loja Tuck
- Hugo Johnstone-Burt como Connor McCaan
- Sam Alhaje como Chicken Billy
- Jay Laga'aia como Sr. Butte
- Haiha Le como Senhorita Bahm
- Andrew Ryan como Garry Garrison
- Madeleine Jones como Repórter